# Rhipidomys ochrogaster
Rhipidomys ochrogaster és una espècie de mamífer rosegador de la família dels cricètids. És endèmic de la regió de Puno (Perú), on viu a altituds d'aproximadament 1.830 msnm. Es tracta probablement d'un animal arborícola. El seu hàbitat natural són les selves nebuloses. Es creu que està amenaçat per la desforestació a conseqüència de l'expansió dels camps de conreu.